# Raphael Kazembe
Raphael Kazembe (ur. 24 marca 1947) – malawijski kolarz szosowy, olimpijczyk.
Wystąpił na Letnich Igrzyskach Olimpijskich 1972 w wyścigu indywidualnym ze startu wspólnego, którego nie ukończył. W tej samej konkurencji pojawił się na starcie Igrzysk Brytyjskiej Wspólnoty Narodów 1974.